# Худецький Ігор Юліанович
І́гор Юліа́нович Худе́цький — професор, доктор медичних наук (2005), полковник медичної служби у відставці.

## Життєпис
1982 року закінчив військово-медичний факультет Куйбишевського медичного інституту — спеціальність «лікувально-профілактична справа».
Протягом 1982-1988-х працював молодшим науковим співробітником відділу фізіології та мікробіології Центрального науково-дослідного випробувального інституту хімічного захисту МО СРСР — об'єкт Шихани. З 1988 року — керівник науково-дослідної випробувальної лабораторії екстремальної фізіології військової праці. Від 1992 року — старший офіцер-психофізіолог.
1990 року захистив кандидатську дисертацію. Від 1995 року працює в Українській військово-медичній академії — докторант, начальник наукового центру військової медицини, начальник кафедри військової токсикології радіології та медичного захисту, заступник начальника академії з наукової роботи, заступник начальника Української військово-медичної академії.
2005 року захистив дисертацію доктора медичних наук. В 2008—2014 роках — провідний науковий співробітник — керівник групи реконструктивно-відновлювальних технологій в охороні здоров'я, Інститут електрозварювання ім. Патона. Від 2014 року й надалі — завідуючий кафедри біобезпеки і здоров'я людини, факультет біомедичної інженерії університету ім. Сікорського.
Лауреат Державної премії України в галузі науки і техніки 2017 року — за роботу «Кріотермохірургічні методи та апаратура для лікування онкологічних захворювань органів черевної порожнини»; співавтори Корпан Микола Миколайович, Красносельський Микола Віллєнович, Лещенко Володимир Миколайович, Сандомирський Борис Петрович (посмертно), Сушко Віктор Олександрович, Литвиненко Олександр Олександрович.
Напрям наукових зацікавлень: розробка та впровадження сучасних реабілітаційних технологій, зокрема із застосуванням лікувально-діагностичних реабілітаційних комплексів технічних засобів реабілітації активних й пасивних протезів.
Є автором 201 наукової публікації.
Серед патентів
- «Пристрій для відновлення і зміцнення зводів стопи та стимулювання рефлексогенних зон», 2017, співавтор Вихляєв Юрій Миколайович
- «Високочастотний біполярний зонд для ендоскопічних малоінвазивних оперативних втручань», 2017, співавтори Опарін Сергій Олександрович, Опарін Олексій Сергійович, Сичик Марина Михайлівна, Сорокін Богдан Вікторович, Зельніченко Олександр Тимофійович.